# Fujiwara no Umakai
Fujiwara no Umakai (藤原 宇合, 694 - 7 de setembre, 737), va ser un estadista, cortesà, general i polític japonès durant el període Nara. Era el tercer fill de Fujiwara no Fuhito, i va fundar la branca Shikike ("Cerimonials") del clan Fujiwara.

## Carrera
Va ser diplomàtic durant el regnat de l'emperadriu Genshō i ministre durant el regnat de l'emperador Shōmu. A la cort imperial, Umakai era el cap de protocol (Shikibu-kyō).
- 716 (Reiki 2): juntament amb Tajihi no Agatamori (多治比縣守), Abe no Yasumaro (阿倍安麻呂) i Ōtomo no Yamamori (大伴山守), Umakai va ser nomenat per formar part d'una missió diplomàtica a la Xina a Tang. 717-718.[2] Kibi no Makibi i el monjo budista Genbō també formaven part del seguici.[4]
- 724 (Jinki 1, 1r mes): Umakai va dirigir un exèrcit contra els emishi;[5] però més tard es va considerar que aquesta campanya militar no va tenir èxit.[6]
- 729 (Tenpyō 1): L'emperador va investir Umakai amb el poder d'aixecar un exèrcit per sufocar una revolta, però la causa d'alarma es va dissipar sense necessitat d'una acció militar.[7]
- 737 (Tenpyō 9): Umakai va morir als 44 anys.[8] L'epidèmia de verola japonesa del 735–737 va causar la mort d'Umakai i els seus tres germans.[9]

## Genealogia
Aquest membre del clan Fujiwara era fill de Fujiwara no Fuhito. Umakai tenia tres germans: Muchimaro, Fusasaki i Maro. Aquests quatre germans són coneguts per haver establert les "quatre cases" dels Fujiwara.
Els fills d'Umakai inclouen: Fujiwara no Hirotsugu i Fujiwara no Momokawa.

## Família
- Pare: Fujiwara no Fuhito
- Mare: Soga no Shōshi (蘇我娼子, ?–?), filla de Soga no Murajiko (蘇我連子).
  - Dona: Isonokami no Kunimina no Ōtoji (石上国盛), filla d'Isonokami no Maro (石上麻呂).
    - 1r fill: Fujiwara no Hirotsugu (藤原広嗣, ?–740)
    - 2n fill: Fujiwara no Yoshitsugu (藤原良継, 716–777)

  - Dona: Takahashi no Aneko (高橋阿禰娘), filla de Takahashi no Kasa no Ason (高橋笠朝臣).
    - 3r fill: Fujiwara no Kiyonari (藤原清成, 716–777)

  - Dona: nom poc clar (小治田功麿男牛養女)
    - 5è fill: Fujiwara no Tamaro (藤原田麻呂, 722–783)

  - Dona: Kume no Wakame (久米若女), filla de 久米奈保麻呂?
    - 8è fill: Fujiwara no Momokawa (藤原百川, 732-779)

  - Esposa: anomenada (佐伯家主娘), filla de 佐伯徳麻呂.
    - 9è fill: Fujiwara no Kurajimaro (藤原蔵下麻呂, 734–775)

  - Nens amb mare desconeguda:
    - 4t fill: Fujiwara no Tsunate (藤原綱手, ?–740)
    - Filla: nom desconegut, dona de Fujiwara no Uona.
    - Filla: nom desconegut, dona de Fujiwara no Kosemaro (藤原巨勢麻呂).
    - Filla: anomenada (掃子), possiblement mare de Fujiwara no Tsunatsugu (藤原綱継).